# Station Sunnymeads
Sunnymeads is een spoorwegstation van National Rail in Sunnymeads, Windsor and Maidenhead in Engeland. Het station is eigendom van Network Rail en wordt beheerd door South Western Railway. 